# Dumes
Dumes é uma comuna francesa na região administrativa da Nova Aquitânia, no departamento Landes. Estende-se por uma área de 2,46 km². Em 2010 a comuna tinha 240 habitantes (densidade: 97,6 hab./km²).